# 石原美幸
石原 美幸（いしはら みゆき、男性、1957年7月9日 - ）は、日本の技術者、実業家。UACJ取締役会長、日本アルミニウム協会会長。

## 人物・経歴
岐阜県揖斐郡揖斐川町出身。1981年名古屋大学工学部金属学科・鉄鋼学科卒業、住友軽金属工業入社。2006年住友軽金属工業生産本部名古屋製造所板製造部長。2010年住友軽金属工業生産本部名古屋製造所設備部長。2012年住友軽金属工業執行役員生産本部副本部長・名古屋製造所副所長・設備部長。2013年UACJ執行役員生産本部名古屋製造所長。2014年UACJ執行役員生産本部福井製造所長。2015年UACJ取締役兼執行役員生産本部副本部長、福井製造所長に昇格。2017年UACJ取締役兼常務執行役員生産本部長。2018年からUACJ代表取締役社長を務め、米中貿易戦争を受け人員削減などを進めた。2019年日本アルミニウム協会会長。2024年からUACJ取締役会長。